# Vida baseada em silício

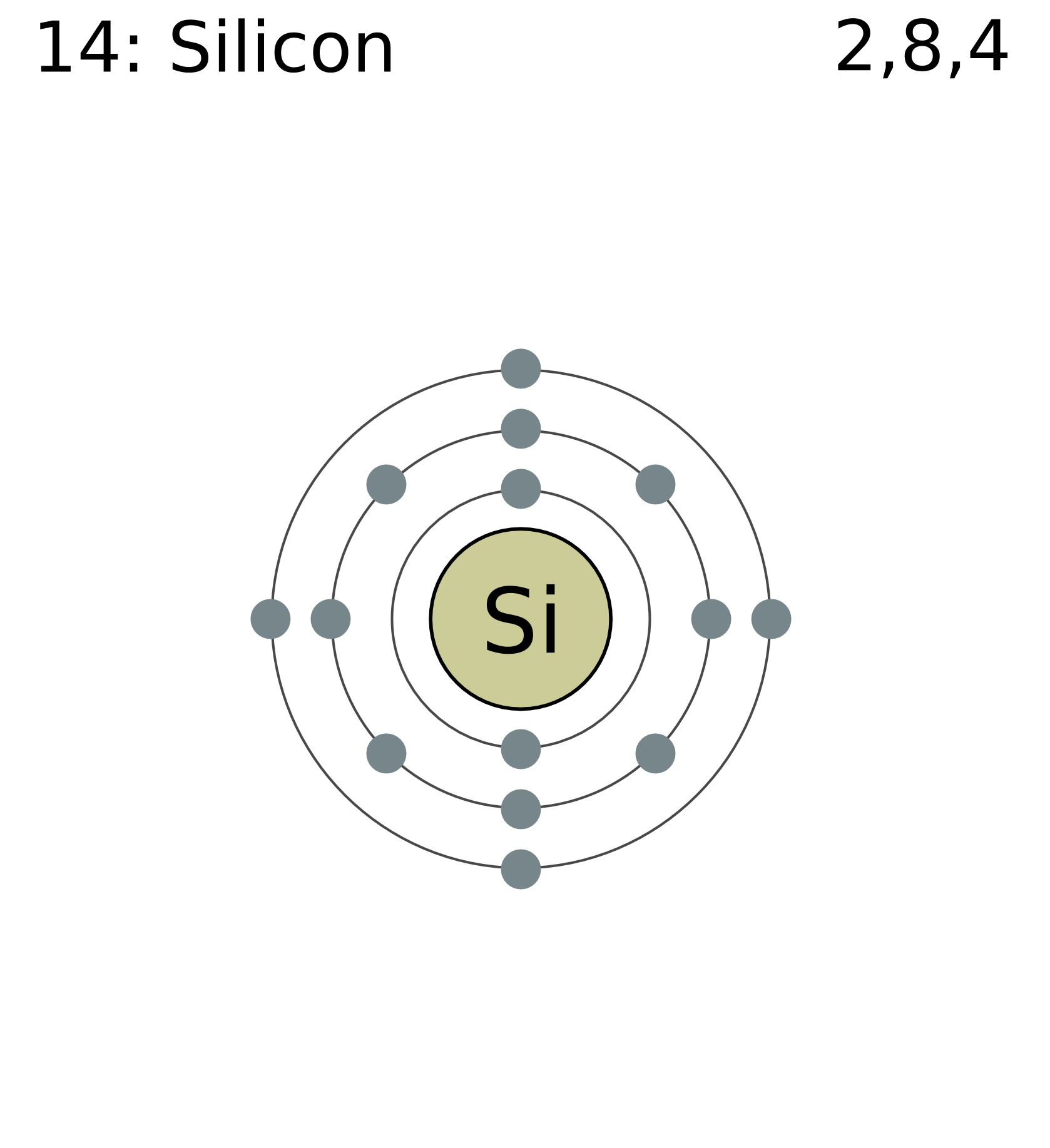
Camadas de elétrons do silício

Na Terra, todos os seres vivos possuem uma maquinaria molecular baseada em compostos de carbono (C). Cientistas têm especulado sobre os prós e dos contras de usar átomos que não os de carbono para formar as estruturas moleculares necessárias para a vida, mas nenhum propôs uma teoria que empregasse tais átomos para formar todas as estruturas necessárias. No entanto, Carl Sagan argumentou que é difícil estar-se certo que uma proposição que se aplique a todas as formas de vida na Terra, também se aplique a vida em todo o universo. Sagan usou o termo chauvinismo do carbono para tal assumpção. Carl Sagan apontou que o silício (Si) e o germânio (Ge) são alternativas concebíveis ao carbono; mas, por outro lado, notou que o carbono parece ser mais quimicamente versátil e ser mais abundante no cosmos.

## Silício x Carbono
O carbono se encontra na família 14, tendo 4 elétrons em sua camada de valência o torna compatível com ligações covalentes criando longos polímeros que sofrem alterações devido à condições físicas ou químicas ao seu redor, isso torna esse elemento capaz de formar quase um número ilimitado de moléculas, sendo facilmente reconhecido nos cosmos. Esse mesmo efeito pode ser visto no silício, por estar na mesma família encontra-se efeitos semelhantes em suas ligações, porém de maneira limitada quando comparada ao carbono.
Quando colocadas em comparação, o silício consegue se ligar a elementos que são associados, com o carbono, cruciais para se ter vida, como o nitrôgenio (N), o próprio carbono, ou o oxigênio (O), porém, por possuir uma estrutura diferente, o silício consegue formar além de elementos paralelos com o carbono, elementos que não possuem conexão, demonstrando sua flexibilidade para formação de novos compostos orgânicos.
Outro fator importante é do silício possuir um raio covalente maior, tornando-o mais suscetível a ligações químicas maiores e de diferentes ângulos, resultando em aneis de conformação e de reatividade distintos das suas contrapartes. Além disso, o silício é mais eletropositivo que o carbono, criando um deficit de elétrons centrais, resultando em uma ligação mais forte e estável.
O resultado dessas diferenças e outras torna as ligações dos não-metais com o silício mais fortemente polarizadas comparado com as do carbono e suas contrapartes, o tornando mais suscetivéis a adição eletrofílica e substituição nucleofílica, logo ligações consideradas estáveis como carberto de silício (Si-C) tem maior reatividade que seus análogos do carbono.
No entanto, estruturas que podem ser usadas como evidências para vida no espaço afora, como silanos (SiH4 ) ou silloxanos (Si-O-Si) em condições terrestres são inflamáveis a 0°C por serem hidrolisadas em água, como a ligação de tetracloreto de silício (SiCl4) é hidrolizado instantâneamente em água enquanto o tetracloreto de carbono (CCl4), por mais instável que sua ligação seja, dura anos em contato com água. Em contrapartida estudos indicam que dissolvidos em nitrogênio, como doador de elétrons, pode ser precursores da vida, já que moléculas como silano são grandes e podem levar para polímeros complexos.

## Possíveis locais para procurar
Um dos locais cotados para existir esse tipo de vida no nosso sistema solar se encontra na lua de Saturno Titã, por conta de sua temperatura baixa (~-179,15°C), possuindo um ambiente perfeito para criação de vida baseada em silício por não conter oxigênio em sua atmosfera e ter água em sua superfície apenas congelada evitando os problemas listados acima.
Além disso, encontra em grandes quantias Etano e Metano, grandes solventes para o silício, sendo essa uma parte fundamental para a vida, a exemplo, temos a água sendo solvente do carbono aqui na Terra.

Porém existem evidências que não é possível ter vida baseada em silício nessa lua, tanto pela profundidade que encontramos o elemento no planeta, próximo ao núcleo do astro, e pela quantia menor dele em relação ao carbono.